# Arthur Colgan
Arthur Joseph Colgan CSC (nacido el 8 de noviembre de 1946 en Dorchester, Massachusetts, Estados Unidos) es un obispo auxiliar religioso y católico estadounidense en la diócesis de Chosica en Perú.
Arthur Colgan ingresó a la Congregación de Santa Cruz e hizo su primera profesión el 16 de julio de 1966 y su profesión perpetua el 11 de agosto de 1971. Completó sus estudios en Estados Unidos y en Chile. El 27 de octubre de 1973 fue ordenado sacerdote.
Además de diversas tareas en la orden y en la pastoral parroquial, fue vicario general de la diócesis de Chimbote de 1978 a 1980. De 1982 a 1992 fue secretario ejecutivo de la Comisión Social de la Conferencia Episcopal Peruana. De 1993 a 1997 fue vicario episcopal en la arquidiócesis de Lima y de 1999 a 2000 volvió a trabajar para la Comisión Social de la Conferencia Episcopal. Durante nueve años fue entonces p provincial de la Provincia Oriental de su orden en los Estados Unidos. En 2010 fue nombrado vicario general de la diócesis de Chosica.
El Papa Francisco lo nombró obispo titular de Ampora y obispo auxiliar de Chosica el 13 de octubre de 2015. Recibió la consagración episcopal el 12 de diciembre del mismo año de manos del Obispo de Chosica, Norbert Strotmann MSC. Co-consagrantes fueron el prelado de Chuquibamba, Jorge Enrique Izaguirre Rafael CSC, y el ex-obispo de Chimbote, Luis Bambarén Gastelumendi SJ.